# Icy Tower
Icy Tower — это бесплатная (freeware) компьютерная игра, созданная Johan Peitz из Free Lunch Design, основанная на игре Xjump. В этой игре человек контролирует Harold the Homeboy и его цель — достигнуть как можно более высокого этажа башни с помощью прыжков. За это он получает очки.

## Геймплей

### Описание
Этажи в Icy Tower различаются по размеру, и их бесконечно много. Задача игрока — достигнуть как можно более высокого этажа и не упасть (то есть если игрок не попал на этаж, то он падает вниз и игра считается проигранной), при этом ему нужно сопротивляться нарастающей скорости, с которой этажи уходят вниз.

### Управление
Чем больше ваш персонаж пробежит по этажу, тем больше он разгонится. Чем быстрее он бежит, тем выше и дальше получится прыжок. Если во время удара о стену башни начать двигаться в другую сторону, то персонаж полетит по дуге с намного большей скоростью.

### Скорость
Как только игрок начинает покорять Башню, ступеньки начинают двигаться вниз. Сначала они движутся медленно, но затем их скорость возрастает. Это происходит, как только стрелка будильника в левом верхнем углу экрана пройдёт полный круг (через каждые 30 секунд). Вы увидите надпись «HURRY UP!». После пятого и последнего повышения скорости стрелка начинает вращаться в обратную сторону. Скорость больше не растёт, однако она и так достаточно высока, и вам придется потрудиться, чтобы справиться с ней.

### Очки
Вы получаете по 10 очков за каждый пропрыганный этаж. Но так вы не получите хорошего результата. Чтобы попасть в таблицу рекордов, вам нужно будет научиться набирать комбо. В комбо вам дают {\displaystyle x^{2}} очков за каждые {\displaystyle x} пропрыганных этажей.
Чтобы попасть в таблицу рекордов, вы можете попытаться набрать лучшие очки, лучший этаж либо лучшее комбо.

### Награды
В зависимости от того, сколько этажей было в набранном вами комбо, вы получите разные награды. Чем больше комбо, тем лучше награда. Слова награды будут показаны вам после завершения комбо.
Версия 1.1
| Награды  | Количество этажей в комбо |
| -------- | ------------------------- |
| Good!    | 4 — 6                     |
| Sweet!   | 7 — 14                    |
| Great!   | 15 — 24                   |
| Wow!     | 25 — 34                   |
| Amazing! | 35 — 45                   |
| Extreme! | 46 и больше               |

Версия 1.2/1.3
| Награды    | Количество этажей в комбо |
| ---------- | ------------------------- |
| Good!      | 4 — 6                     |
| Sweet!     | 7 — 14                    |
| Great!     | 15 — 24                   |
| Super!     | 25 — 34                   |
| Wow!       | 35 — 49                   |
| Amazing!   | 50 — 69                   |
| Extreme!   | 70 — 99                   |
| Fantastic! | 100—139                   |
| Splendid!  | 140—199                   |
| No Way!    | 200 и больше              |

### Типы этажей
Через каждые 100 пропрыганных этажей их тип изменяется. В версии 1.1 было только 4 типа этажей, так что с 400 они повторялись по кругу, начиная с первого. В версии 1.2 10 типов этажей, первый из них продолжается с 0 по 99 этаж, а последний тип появляется на этажах выше 899. В версии 1.3 появился ещё один тип этажей, который можно увидеть выше 1000 этажа. Его нельзя открыть на меньших этажах (если вы начинаете с этажей 700—799, то вам все равно придется допрыгать до 1000, а не до 300).
В этой игре можно выбирать тип этажей, с которого вы хотите начать игру. Но вам сначала нужно достигнуть этот тип этажей с нулевого, чтобы потом использовать его как стартовый.

## Реплеи/Таблица рекордов
В версиях 1.2 и 1.3 можно записывать реплеи, чтобы затем попасть в таблицу рекордов. Там же вы можете найти реплеи рекордсменов.
Внимание: Для просмотра реплеев у вас должна быть установлена Icy Tower.

## Персонажи
В версиях 1.2 и 1.3 есть возможность играть разными персонажами. В Icy Tower изначально есть два персонажа: Harold the Homeboy и Disco Dave. Также по умолчанию вам доступен «пустой» персонаж, на основе которого вы можете создать своего. К примеру, такие персонажи могут быть найдены на Icy Tower resource page или Icy Tower fan page Архивная копия от 11 января 2006 на Wayback Machine.

## Модификации
Для этой игры есть несколько модификаций. Некоторые из них меняют графику, а некоторые — геймплей. Для примера, вы можете посмотреть такие модификации на официальном форуме игры Архивная копия от 12 января 2006 на Wayback Machine.

## События
15 января 2006 года John Beak, мировой лидер в Icy Tower, опубликовал заявление. Вот его перевод:

Как получить рекорд 

Привет всем.
Я хотел открыть эту информацию после мирового чемпионата по Icy Tower, но события последних дней побудили меня сделать это сейчас. Может быть, вы не поверите мне. Но правда должна быть открыта. Все мои рекорды с января 2004 были сделаны с использованием замедления. Вы шокированы? Читайте дальше. Я думаю, что те, кто все это время тренировался на нормальной скорости, стремясь стать мастером, захотят убить меня.

Теория 

Когда игра идёт медленнее, у вас есть больше времени на то, чтобы подумать. Вот и вся разница. Следовательно, играть становится легче. Игра идёт медленнее на старых компьютерах. Чтобы не использовать старый комп, можно применить программу-замедлитель. Обычно такие программы загружают процессор, или заставляют компьютер выдавать больше кадров в секунду, чтобы замедлить игру.

История 

Все началось с другой игры. На моем первом PC (386, 33 MHz, 205 MB harddisk), была прекрасная игра под DOS. Она называлась «Ducktales: The Quest for the Gold». Я полюбил эту игру, но я не мог играть в неё на новом компьютере, потому что она шла слишком быстро. Тогда я нашёл утилиту-замедлитель под названием «CPU Killer! 2.0». Все заработало нормально.
Некоторое время поиграв в IT1.2, я вернулся к версии 1.1 и заметил, что на менее мощном компьютере она идёт медленнее. Я попробовал играть с «F1 trick». Известно, что этой кнопкой можно снимать скриншоты. Так вот, 1.1 работала медленнее, но стрелка часов крутилась с прежней скоростью. Так я получил неожиданно хорошие результаты. Я попробовал это и в версии 1.2, но игра зависала, так что это была плохая идея.
Тогда я начал играть в 1.2 с CPU Killer. Обычно я играл в версию 1.1 на полном экране, но 1.2 у меня вылетала с такими настройками, и мне приходилось играть в оконном режиме. Если бы не это, я, возможно, и не узнал бы о возможности игры с замедлением, ведь CPU Killer! работает только в оконном режиме. С первого раза я набрал 674 этаж (до этого моим рекордом был 568)!!! Я понял, что нашёл золотую жилу. Я продолжил играть с замедлением. Потом я попробовал играть на нормальной скорости и с удивлением обнаружил, что мои результаты подросли. Все это очень помогло тренировке моей реакции и техники. Так что я продолжил играть с замедлением. Я хотел рассказать об этом после ITWC 2004, но он не состоялся, так что я решил ждать другого случая.

Легальность?

Не так давно на форуме FLD был открыт топик «Легальны ли нынешние рекорды?». Результаты были следующими:
— Это не читерство.
— От этого нет ни капли толку. ~Wiggin15
Я тоже думаю, что это не читерство. Ведь на медленном компьютере вам не придется использовать специальных программ — игра сама по себе будет идти медленно. Это часть игры.
Да, это помогает. Это помогает вам набирать хорошие очки, но не поможет вашей технике. Наконец, это поможет вам понять суть игры.
Сейчас вы скажете: «Это так просто для меня». Сначала наберите комбо на 1000.
Большинство хороших игроков пользуются этим. Просто посмотрите на повторах, как они нажимают клавиши. Иногда они делают это нереально быстро. Когда вы видите, как за секунду значок клавиши мигнет много раз… Вы можете поверить в это, но я думаю, что это как минимум странно.
Вы можете мне не верить. Это ваше дело.

Программы

CPU Killer! 2.0 — Первая утилита-замедлитель, которую я обнаружил. Она замедляет компьютер, загружая процессор. Производительность не самая хорошая, и игра то идёт, то не идёт. Грустно, но это триал-версия, и она работает лишь 20 минут, после чего просит регистрации. И она не работает в версии 3.0. Я нашёл её в декабре 2003 через Google. Я использовал её в IT12.
CPU Grabber — Вторая и более удачная программа. Она замедляет компьютер через DirectX. Она очень мала (всего несколько килобайт). Работает намного лучше, чем CPU Killer, но игры все ещё подвисают на очень быстрых процессорах. Это бесплатная полная версия. Я нашёл её на польском сайте старого ПО (получил ссылку от Kubuś Bielanek) в начале 2005. Я использовал её для IT13.
Game Optimizer Pro — Программа из топика «Легальны ли нынешние рекорды?». Она дала мне новый игровой опыт. В ней есть опция «скорость». Она очень нестабильна, и мой компьютер из-за неё вылетал много раз. Замедляет/ускоряет игры, подстраивая уровень кадросекунд. Производительность хорошая на любом компе. Это trial-версия. Я нашёл её на форуме FLD в 2004 или 2005. Но серьёзно я её толком не использовал.
!xSpeed — Самая лучшая программа. Замедляет/ускоряет компьютер, подстраивая уровень кадросекунд(FPS). Работает сразу же. Отличные настройки. К сожалению, триал-версия. Я нашёл её вчера (14.01.2006).

Очки

Сравните мои очки с вашими.
IT11 до замедления
Этаж 456, Комбо 225, NML неизвестно (не играл)
IT12 до замедления
Этаж 568, Комбо 205, NML 431
IT12 с замедлением
Этаж 6121, Комбо 1016, NML 3026
IT12 после замедления
Этаж 1690, Комбо 376, NML 1040
IT13 с замедлением
Этаж 2357, Комбо 1337, NML 1407
IT13 после замедления
Этаж 1074, Комбо 505, NML 710
Моя скорость замедления сильно различается. Это зависит от моей формы и других вещей. Идеальная скорость между 50 % и 85 % нормальной скорости. 80 % — лучшая для этажей, а 60 % — для комбо.

The end

Простите меня. Я продолжу играть с замедлением. Как минимум до того, как я наберу комбо на 1500. Я также продолжу улучшать мои очки с нормальной скоростью.
Теперь вы все знаете.

После этого поста развернулась жаркая дискуссия. Сообщество пришло к выводу, что нужно дождаться выхода новой версии игры, препятствующей использованию замедления, обнулить таблицу рекордов и начать новую с чистого листа.